# 库科西鲁格乡
库科西鲁格乡，是中华人民共和国新疆维吾尔自治区喀什地区塔什库尔干塔吉克自治县下辖的一个乡镇级行政单位。

## 行政区划
库科西鲁格乡下辖以下地区：
瓦窑本村、喀马如孜村、其如克村和吉勒给提村。